# Никола Кавазович
Никола Кавазович (серб. Nikola Kavazović/Никола Кавазовић, нар. 29 липня 1975, Белград) — югославський та сербський футболіст, що грав на позиції півзахисника. По закінченні виступів на футбольних полях — сербський футбольний тренер, відомий за роботою з низкою футбольних клубів різних країн, та національними збірними Таджикистану та Шрі-Ланки.

## Клубна кар'єра
Никола Кавазович народився в Белграді. Розпочав займатися футболом у юнацьких командах клубів БАСК і ОФК. У 1993 році розпочав грати в головній команді клубу ОФК. У 1994—1996 роках Кавазович грав в угорських клубах «Уйпешт» і «Чепель». У 1996 році футболіст повернувся на батьківщину до клубу «Желєзнічар», проте у зв'язку з важкою травмою у 1997 році завершив виступи на футбольних полях і розпочав тренерську кар'єру.

## Тренерська кар'єра
Після завершення виступів на футбольних полях Никола Кавазович розпочав працювати у клубі БАСК, де на різних посадах працював до 2005 року. У 2005—2007 роках Кавазович очолював сербський клуб «Борац» (Чачак). У 2007—2008 роках він працював асистентом головного тренера клубу «Чукарички», а пізніше в 2008 році очолював боснійський клуб «Романія». Ще в 2008 році тренер перейшов на роботу до сербського клубу «Ресник», а в 2009—2010 роках очолював інший сербський клуб «Біг Булл».
У 2012 році Никола Кавазович очолив таджицький клуб «Істіклол». За короткий час на чолі з сербським тренером таджицький клуб здобув Кубок президента АФК, а Кавазовича запросили стати головним тренером національної збірної Таджикистану. Під його керівництвом таджицька збірна в товариському матчі сенсаційно переграла збірну Кувейту. Спочатку під керівництвом Кавазовича результати збірної покращилися, однак на початку 2013 року результати збірної погіршилися, і тренера зняли з посади головного тренера збірної, а невдовзі Кавазовича звільнили з посади головного тренера «Істіклола».
У 2014 році Никола Кавазович очолив національну збірну Шрі-Ланки. Спочатку під керівництвом сербського тренера результати шріланкійської збірної покращилися, зокрема команда здобула першу за тривалий час виїздну перемогу, проте невдовзі шріланкійська збірна за сумою двох матчів програла збірній Бутану, яка на той час займала останнє місце в рейтингу ФІФА, після чого Кавазовича звільнили з посади головного тренера збірної.
Невдовзі після звільнення зі збірної Шрі-Ланки сербський тренер очолив мальдівський клуб «Нью Радіант», з яким виграв чемпіонат Мальдівів. Проте керівництво клубу вирішило не продовжувати контракт із Кавазовичем, і на початку 2016 року тренер очолив лаоський клуб «Лансанг Юнайтед». У Лаосі Кавазович працював протягом короткого періоду часу, і ще в 2016 році очолив бангладеський клуб «Саїф Спортінг Клаб». У 2017 році сербський спеціаліст очолив ботсванський клуб «Тоуншип Роллерз», із яким виграв чемпіонат Ботсвани. Наступного року тренера запросили до одного із найсильніших клубів Кенії «АФК Леопардс», у якому він працював до кінця 2018 року.
На початку 2019 року Никола Кавазович очолив південноафриканський клуб «Фрі Стейт Старз», однак результати клубу при сербському наставнику погіршилися, й у вересні 2019 року Кавазович очолив ботсванський клуб «Габороне Юнайтед». На початку 2020 року тренер очолив ботсванський клуб «Джваненг Гелексі», а пізніше в цьому ж році перейшов на роботу до іншого ботсванського клубу «Тоуншип Роллерз», у якому працював до 2021 року. У 2022 році Кавазович спочатку працював у словацькому клубі «Ліптовськи-Градок», а пізніше в цьому ж році очолив черговий ботсванський клуб у своїй кар'єрі «Суа Фламенгус», у якому працював до 2023 року. У другій половині 2023 року сербський тренер очолював ефіопський клуб «Ефіопіен Коффі», а в 2024 році працював з угандійським клубом «Вайперс».

## Титули і досягнення

### Як тренер
- Володар Кубка президента АФК (1):

«Істіклол»: 2012
- Володар Суперкубка Таджикистану (1):

«Істіклол»: 2012
- Чемпіон Ботсвани (2):

«Тоуншип Роллерз»: 2017—2018
«Джваненг Гелексі»: 2019—2021
- Володар Кубка Ботсвани (1):

«Тоуншип Роллерз»: 2017—2018
- Чемпіон Мальдивських островів (1):

«Нью Радіант»: 2015